# زرمهرشاهیان
زرمهرشاهیان یک فرمانروایی محلی در طبرستان بودند که بر بخشهای کوهستانی منطقه، از زمان پادشاهی خسرو انوشیروان تا سال ۷۸۵ حکومت کردند.
زرمهرشاهیان تبار خود را به یک اشراف زادهٔ نیرومند کارنی به نام سوخرا (از نسل کاوه آهنگر از اشراف پیشتاز امپراتوری در دوره بلاش و قباد یکم) می‌رسانند. بر پایهٔ یک داستان سنتی سوخرا دو فرزند به نام کارن و زرمهر کارن از خود به جا گذاشت که هنگام تاخت و تاز قبایل ترک کمک زیادی به انوشیروان در پاسداری از مرزهای شرقی ساسانیان کردند. بدین ترتیب سرزمین جنوب آمل و همچنین عنوان اسپهبد به کارن پاداش داده شد و اینگونه فرمان راندن خاندان قارن در تبرستان آغاز شد. زرمهر نیز بخشهایی از تبرستان و عنوان مرزبان و مصمغان را پاداش گرفت. مشرق تبرستان عمدتاً میان خاندان کارن، زرمهرشاهیان و مرزبان تمیشه تقسیم می‌شد.
در سال ۷۸۳ خاندان قارن در کنار باوندیان و زرمهرشاهیان علیه عباسیان شوریدند. این اتحاد سال ۷۸۵ با شکست رویارو شد و پس از این تازیخ نام زرمهرشاهیان در صفحه تاریخ ناپدید گشت.
گستره قلمرو ابتدایی زرمهرشاهان در حدود تمیشه بوده‌است در حالی که حاکمان واپسین این دودمان در نقاط مختلفی از طبرستان سربراوردند. به‌طور مثال مسمغان ولاش در میاندورود و ولاش دوم در ساری حکومت داشتند و شاخه‌ای از این خاندان با نام مسمغان دماوند در ناحیه دماوند مستقر بودند.

## فرمانروایان
یاسنت لویی رابینو در کتاب «مازندران و استراباد» نام حاکمان این خاندان را چنان می‌شمارد:
| رج | نام                    | پدر         | مدت    |
| -- | ---------------------- | ----------- | ------ |
| ۱  | زرمهر                  | سوخرا       | ۲۳ سال |
| ۲  | دازمهر                 | زرمهر       | ۱۷ سال |
| ۳  | ولاش                   | دازمهر      | ۲۵ سال |
| ۴  | مهر                    | ولاش        | ۲۰ سال |
| ۵  | آذرولاش                | محمد        | ۲۵ سال |
| ۶  | ولاش                   | نوه آذرولاش | ۸ سال  |
| ۷  | مسمغان ولاش میاندورودی |             |        |

## بن مایه
1. ↑  Rabino de Borgomale, Les dynasties du Mazanderan, Londres, 1928
2. ↑  یاسنت لویی رابینو. «مازندران و استراباد»، ترجمه وحید مازندرانی. ص ۲۰۳.

* همکاری‌کنندگان ویکی‌پدیا، « zarmihrids»، ویکی‌پدیای انگلیسی، دانشنامهٔ آزاد (بازیابی ۲۳ آبان ۱۳۹۷).